# مقام‌های دف
مقام‌های دف یا مقامات دف به تعدادی از ریتم‌های مشهور دف گفته می‌شود که در طی اعصار به طریق شفاهی و سینه به سینه نقل شده است. مقامات دف بیشتر ریتم‌های کوتاه درحد یک، دو یا چند میزان هستند که معمولاً در مراسمات ذکر یا شادی به صورت مکرر اجرا می شدند. مقام‌های دف در طرایق کسنزانی (قادری) و دیگر طریقت‌ها از ۷ تا ۱۰ مقام اصلی هستند، اما به جز مقامات عرفانی ریتم‌های دیگری هم بدان‌ها افزوده شده‌اند. نام مقامات خانقاهی بیشتر عربی و نام مقامات مجازی کردی است.

## مقامات مشهور دف
- حی الله: این مقام ریتم چهارچهارم دارد.
- حی الله الله
- دائم: این مقام ریتم دوچهارم دارد.
- ذکر دوم
- غوثی
- حی یا هو
- حی یا قیوم
- هلگرتن (به کردی: ھەڵگرتن)
- سقزی: این مقام ریتم شش هشتم دارد.
- گریان (به کردی: گەڕیان) به معنی چرخیدن. نام نوعی رقص و نیز یکی از مقامات تنبورست.[۳] این مقام لنگ دارای ریتم هفت هشتم است.